# Finale UEFA Lige prvaka 2010.
Finale UEFA Lige prvaka 2010. bio je 55. finale UEFA Lige prvaka (18. u sadašnjem formatu), između Bayerna iz Münchena i milanskog Intera. Finale je odigran 22. svibnja 2010. na stadionu Santiago Bernabéu u Madridu, inače domaćem stadionu Real Madrida. Pobijedio je Inter rezultatom 2:0, s dva pogotka Diega Milita, i tako osvojio naslov prvaka nakon 45 godina. Klub je s ovim naslovom osvojio trostruku krunu, kao prvi talijanski klub s takvim pothvatom.
U studenom 2007. godine, odlučeno je da će se finale, po prvi put, igrati u subotu, za razliku od dosadašnjeg igranja srijedom.
Inter je, pobijedivši u ovom finalu, igrao u UEFA Superkupu 2010. protiv Atlético Madrida, od kojeg je poražen 0:2. Također, prošao je izravno u polufinale Svjetskog klupskog prvenstva 2010. godine, kojeg je naposljetku osvojio.

## Pozadina finala
Prije finala 2010., Bayern i Inter su se dotad susretali četiri puta i europskim natjecanjima. U ta 4 susreta, Bayern vodi s dvije pobjede naspram jedne Interove; uz uz jedan izjednačen rezultat. Prvi se susret između ove dvije ekipe dogodio u trećoj rundi Kupa UEFA 1988./89. koji je Inter dobio s 2:0 u prvoj utakmici na Olympiastadionu u Münchenu, ali je Bayern uzvratio pobjedom od 3:1 na San Siru dva tjedna poslije i prošao dalje pravilom gola u gostima. Ponovo su ždrijebani zajedno u skupini B Lige prvaka 2006./07., sa Spartakom Moskva i Sportingom CP. Prva je utakmica završila 2:0 za Bayern na San Siru; a uzvrat izjednačenjem od 1:1.
Obje su momčadi imale priliku osvojiti trostruku krunu, uspjeh kojeg nitko iz njihovih zemalja nije uspio osvojiti; s tim da je Intern bio najbliži tome 1965., kad su ovojili Serie A i Kup prvaka ali izgubili 1:0 od Juventusa u finalu Coppa Italije. Bayern München je osigurao svoj 22. naslov prvaka Njemačke u zadnjem kolu sezone pobjedom od 3:1 u gostima kod Herthe Berlin, 8. svibnja 2010., nakon čega osvajaju svoju 8 dvostruku krunu pobijedivši Werder Bremen rezultatom 4:0 u finalu DFB-Pokala 15. svibnja. U međuvremenu, Internazionale je 5. svibnja pobijedio Romu 1:0 i tako osvojio svoj šesti talijanski kup, a zatim i peti naslov prvaka Serie A zaredom te 2. dvostruku krunu 16. svibnja, pobjedom od 1:0 u gostima protiv već izbačene Siene. Kako su oba kluba osvojila kup i prvenstvo prije finala, bilo je jasno kako će drugi pobjednik Lige prvaka zaredom osvojiti trostruku krunu, nakon uspjeha Barcelone u sezoni 2008./09.
Trerneri obiju momčadi već su osvajale trofej Lige prvaka: Bayernov trener Louis van Gaal pobijedio je s Ajaxom in 1995., dok je Interov José Mourinho osvojio isti naslov 2004. godine s Portom. Tako bi trener koji pobijedi postao tek treći koji je to postigao s dva različita kluba, nakon Ernsta Happela (Feyenoord 1970. i Hamburg 1983.) i Ottmara Hitzfelda (Borussia Dortmund 1997. i Bayern München 2001.). Bilo je ovo peto finale u povijesti natjecanja u kojem su oba trenera već prije osvajala naslov; nakon 1962., 1978., 2002. and 2007. Također bilo je prvo finale gdje nijedna od dviju ekipa nisu bili pobjednici skupina.
Stadion Santiago Bernabéu je dosad tri puta ugostio finale Kupa/Lige prvaka: 1957., 1969. and 1980. Upravo je Real Madrid pobijedio u finalu 1957., osiguravši drugi od pet uzastopnih naslova, pobijedivši Fiorentinu 2:0 ispred 120 000 gledatelja, što je drugi najveći broj gledatelja u finalu Lige prvaka ikad. Milan je drugi koji je osvojio naslov na Bernabéuu, pobijedivši Ajax 4:1, dok je Nottingham Forest 1980. godine pobijedio Hamburg rezultatom 1:0.
Stadion je otvoren 1947. nedugo nakon odabira Santiaga Bernabéa za predsjednika Real Madrida. Nakon izgradnje, stadion je imao maksimalno 75 tisuća mjesta, što je 1954. povećano na 125 000 dodavanjem četvrte tribine. Odabran je kao jedan od ukupno dva stadiona Kupa europskih nacija 1964., ugostivši obje utakmice Španjolske reprezentacije, uključujući i njenu pobjedu od 2:1 nad SSSR-om. Na pripremama za Svjetsko nogometno prvenstvo 1982., FIFA-ine su regulative zahtijevale obnovu stadiona, pa je postavljena krovna konstrukcija na tri od četiri tribine i tako smanjivši kapacitet na 90 800 mjesta. Ugostio je sve tri utakmice skupine B i finale prvenstva. Novo smanjenje kapaciteta, i to na 75 tisuća, dogodilo se 1998. godine, kad je čitav stadion postao sjedeći. Ipak, u skorašnjem renoviranju 2006. godine kapacitet je proširen na 80 000. Mešitom, za ovo finale bilo je dostupno samo 75 000 sjedala zbog UEFA-inih sigurnosnih pravila.

## Put do finala
| Momčad         | Uta. | Pob. | Izj. | Por. | PoG. | PrG. | GR | Bod. |
| -------------- | ---- | ---- | ---- | ---- | ---- | ---- | -- | ---- |
| Bordeaux       | 6    | 5    | 1    | 0    | 9    | 2    | +7 | 16   |
| Bayern München | 6    | 3    | 1    | 2    | 9    | 5    | +4 | 10   |
| Juventus       | 6    | 2    | 2    | 2    | 4    | 7    | −3 | 8    |
| Maccabi Haifa  | 6    | 0    | 0    | 6    | 0    | 8    | −8 | 0    |

| Momčad         | Uta. | Pob. | Izj. | Por. | PoG. | PrG. | GR | Bod. |
| -------------- | ---- | ---- | ---- | ---- | ---- | ---- | -- | ---- |
| Barcelona      | 6    | 3    | 2    | 1    | 7    | 3    | +4 | 11   |
| Internazionale | 6    | 2    | 3    | 1    | 7    | 6    | +1 | 9    |
| Rubin Kazan    | 6    | 1    | 3    | 2    | 4    | 7    | −3 | 6    |
| Dinamo Kijev   | 6    | 1    | 2    | 3    | 7    | 9    | −2 | 5    |

### Bayern München
Bayern je do Madrida stigao sa 7 pobjeda u Ligi prvaka, 3 u skupinama, 4 u nokaut fazi. Kao drugoplasirani u Bundesligi 2008./09., izravno se plasirao u natjecanje po skupinama. U ždrijebu 27. kolovoza 2009.,  Bayern je plasiran u skupinu A, zajedno s Bordeauxom, Juventusom i Maccabi Haifom. Kod obje utakmice s Maccabijem, Bayern je lako pobijedio, no utakmice s Bordeauxom je obje izgubio. Početkom sezone, loše je startao i u domaćoj ligi, najlošije u posljednjih 40-ak godina. U posljednjoj utakmici natjecanja po skupinama, igrali su protiv Juventusa u Torinu. Iako su gubili 1:0, na kraju su ipak pobijedili rezultatom 1:4 i prošli u drugi dio natjecanja. U osmini finala, ždrijebom je zapao s Fiorentinom i pobijedio prvu utakmicu na Allianz Areni golom u posljednjim minutama. U Italiji, Bayern je izgubio reultatom 3:2 i ukupni rezultat je bio 4:4; međutim, Bayern je prošao golovima u gostima.
U ždrijebu za četvrtfinale, došlo je do ponavljanja finala iz 1999. godine. Bayern je ždrijeban s Manchester Unitedom. U prvoj utakmici u Münchenu, Manchester je poveo već u drugoj minuti, ali je Bayern sjajnom igrom u drugom poluvremenu izjednačio. U posljednjoj minuti Ivica Olić postiže pogodak i vodi Bavarce na uzvrat s prednošću. U uzvratu, United je počeo sjajno: u prvom poluvremenu imali su 3:0. Međutim, na samom kraju poluvremena Olić zabija gol i smanjuje prednost. U drugom poluvremenu Rafael dobiva drugi žuti karton, a Bayern nakon dugog pritiska postiže pogodak preko Robbena i prolazi dalje. U polufinalu su lako prošli Olympique Lyon pobijedivši ukupno 4:0. U prvoj su utakmici golom Robbena pobijedili 1:0, dok su u gostima hat-trickom Olića porazili Francuze s 0:3.

### Internazionale
Inter je kao prvak Italije Serie A 2009. izravno prošao u Ligu prvaka 2009./10. Ždrijebom su u skupini zapali s braniteljem prvaka, Barcelonom, te Rubin Kazanom i Dinamo Kijevom. U utakmicama s Barcelonom, Inter je na Camp Nouu poražen 2:0, a kod kuće je igrao 0:0. S ostala dva kluba, Internazionale je po jednu utakmicu dobio i remizirao sa svakim. U drugom dijelu natjecanja, Inter je izgubio samo jednu utakmcu, dok je u svim ostalim pobijedio. U osmini finala, pobijeđen je Chelsea na San Siru. Interov trener José Mourinho je nekadašnji trener Chelseaja i dočekan je u Londonu s ovacijama i nadimkom "the Special One" (poseban). Inter i Mourinho su iznenadili sve i pobijedili rezultatom 1:0 golom Samuela Eto'a. Za četvrtfinale, Inter je dobio najlakšeg protivnika, moskovskog CSKA. U obje utakmice, nerazzuri su pobijedili rezultatima 1:0.
Za polufinale, Internazionale je dobio protivnika iz natjecanja po skupinama, branitelja prvaka Barcelonu. Barça je u četvrtfinalu zadivila svijet pobijedivši Arsenal 4:1 s četiri pogotka Lionela Messija, i tako još jednom pokazala svoju neograničenu moć. Inter je u prvu utakmicu u Milanu ušao s pritiskom i bio je vrlo blizu pogotka. Međutim, sjajnim prodorom Maxwella i pogotkom Pedra, Barcelona je prva povela. Inter se pogotkom Sneijdera vratio i uspio postići još dva. U uzvratu u Kataloniji, Barça je sve snage okrenula u napad. Ali, Mourinho je svojom posebnom defenzivnom taktikom spriječio Barcelonu da postigne potrebna dva pogotka. Iako je u 84. minuti Gerard Piqué postigao pogodak, to nije bilo dovljno za prolaz španjolske momčadi. Upravo zbog nadmudrivanja Barcelone, Inter je u finale ušao kao lagani favorit.

## Susret

### Odabir momčadi
Interova je momčad započela susret bez ijednog Talijana u ekipi, dok je za Bayern igralo pet njemačkih igrača, i to su sva petorica bili reprezentativci na Svjetskom prvenstvu 2010. Franck Ribéry je jedan od najvažnijih odsutnih igrača za Bayern, koji nije igrao zbog kazne za prekršaj u prvom polufinalnom susretu protiv Lyona, za koji je dobio tri utakmice kazne. Thiago Motta je najzvučniji izostanak za Inter, koji je bio u kazni dvije utakmice zbog kartona.

### Sažetak
Pobjednik finala bio je Internazionale, rezultatom 2:0. Inter se služio taktikom kontra-napada što se vidi u činjenici da su imali manji posjed lopte od bavarske momčadi, ali je Inter uspješno branio svoje vodstvo. Oba je pogotka postigao Argentinac Diego Milito, i to u 35. i 70. minuti. Prvi je pogodak Milito postigao nakon dugog ispucavanja vratara Julija Cesara, prebacivši loptu Wesleyju Sneijderu, koji ju vraća Militu da zabije gol. Militov drugi pogodak dolazi nakon dobačaja Samuela Eto'a, da bi Milito prešao Daniela van Buytena i zabio. Milito je zamijenjen pri samom kraju susreta, popraćen velikim pljeskom navijača Intera. Nakon utakmice, Milito je izajvio da je ova pobijeda donijela "nevjerojatnu sreću" i tvrdio je da je njegova momčad zaslužila pobijediti. Bayernov je kapetan Mark van Bommel priznao da je Inter bio "najefikasnija momčad", misleći na uspjeh Interovih kontra-napada. José Mourinho je otkrio da će najvjerojatnije otići iz Intera da bi ostvario svoj cilj da postane prvi trener koji će osvojiti trofej Lige prvaka s tri različita kluba. Glasine su ga povezivale s odlaskom u Real Madrid, što se na kraju ispostavilo točno.

### Detalji
| 22. svibnja 2010. 20:45 CEST |             |                |                                                                                 |
| Bayern München               | 0 : 2       | Internazionale | Santiago Bernabéu, Madrid Broj gledatelja: 73 170 Sudac: Howard Webb (Engleska) |
|                              | (izvještaj) | Milito 35' 70' | Santiago Bernabéu, Madrid Broj gledatelja: 73 170 Sudac: Howard Webb (Engleska) |

| Bayern München | Internazionale |

| BAYERN MÜNCHEN: |    |                        |     |     |
|                 |    |                        |     |     |
| GK              | 22 | Hans-Jörg Butt         |     |     |
| RB              | 21 | Philipp Lahm           |     |     |
| CB              | 5  | Daniel Van Buyten      |     |     |
| CB              | 6  | Martin Demichelis      | 26' |     |
| LB              | 28 | Holger Badstuber       |     |     |
| CM              | 17 | Mark van Bommel        | 78' |     |
| CM              | 31 | Bastian Schweinsteiger |     |     |
| RW              | 10 | Arjen Robben           |     |     |
| SS              | 25 | Thomas Müller          |     |     |
| LW              | 8  | Hamit Altıntop         |     | 63' |
| CF              | 11 | Ivica Olić             |     | 74' |
| Zamjene:        |    |                        |     |     |
| GK              | 1  | Michael Rensing        |     |     |
| DF              | 13 | Andreas Görlitz        |     |     |
| DF              | 26 | Diego Contento         |     |     |
| MF              | 23 | Danijel Pranjić        |     |     |
| MF              | 44 | Anatolij Timoščuk      |     |     |
| FW              | 18 | Miroslav Klose         |     | 63' |
| FW              | 33 | Mario Gómez            |     | 74' |
| Manager:        |    |                        |     |     |
| Louis van Gaal  |    |                        |     |     |

| INTERNAZIONALE: |    |                   |     |       |
|                 |    |                   |     |       |
| GK              | 12 | Júlio César       |     |       |
| RB              | 13 | Maicon            |     |       |
| CB              | 6  | Lúcio             |     |       |
| CB              | 25 | Walter Samuel     |     |       |
| LB              | 26 | Cristian Chivu    | 30' | 68'   |
| CM              | 4  | Javier Zanetti    |     |       |
| CM              | 19 | Esteban Cambiasso |     |       |
| AM              | 10 | Wesley Sneijder   |     |       |
| RW              | 9  | Samuel Eto'o      |     |       |
| CF              | 22 | Diego Milito      |     | 90+2' |
| LW              | 27 | Goran Pandev      |     | 79'   |
| Zamjene:        |    |                   |     |       |
| GK              | 1  | Francesco Toldo   |     |       |
| DF              | 2  | Iván Córdoba      |     |       |
| DF              | 23 | Marco Materazzi   |     | 90+2' |
| MF              | 5  | Dejan Stanković   |     | 68'   |
| MF              | 11 | Sulley Muntari    |     | 79'   |
| MF              | 17 | McDonald Mariga   |     |       |
| FW              | 45 | Mario Balotelli   |     |       |
| Trener:         |    |                   |     |       |
| José Mourinho   |    |                   |     |       |

| UEFA-in igrač utakmice: Diego Milito Igrač utakmice prema navijačima: Wesley Sneijder Sudac: Howard Webb Pomoćni suci: Mike Mullarkey Darren Cann Četvrti sudac: Martin Atkinson Rezervni sudac: Peter Kirkup |

### Statistika
|                  | Bayern | Inter |
| ---------------- | ------ | ----- |
| Pogodci          | 0      | 1     |
| Udarci (ukupno)  | 10     | 7     |
| Udarci (u okvir) | 1      | 4     |
| Posjed lopte     | 67%    | 33%   |
| Udarci iz kuta   | 2      | 0     |
| Prekršaji        | 8      | 6     |
| Zaleđa           | 0      | 0     |
| Žuti kartoni     | 1      | 1     |
| Crveni kartoni   | 0      | 0     |

|                  | Bayern | Inter |
| ---------------- | ------ | ----- |
| Pogodci          | 0      | 1     |
| Udarci (ukupno)  | 11     | 4     |
| Udarci (u okvir) | 5      | 3     |
| Posjed lopte     | 69%    | 31%   |
| Udarci iz kuta   | 4      | 2     |
| Prekršaji        | 8      | 7     |
| Zaleđa           | 0      | 0     |
| Žuti kartoni     | 1      | 0     |
| Crveni kartoni   | 0      | 0     |

|                  | Bayern | Inter |
| ---------------- | ------ | ----- |
| Pogodci          | 0      | 2     |
| Udarci (ukupno)  | 21     | 11    |
| Udarci (u okvir) | 6      | 7     |
| Posjed lopte     | 68%    | 32%   |
| Udarci iz kuta   | 6      | 2     |
| Prekršaji        | 16     | 13    |
| Zaleđa           | 0      | 0     |
| Žuti kartoni     | 2      | 1     |
| Crveni kartoni   | 0      | 0     |

## Vanjske poveznice
- Liga prvaka 2009./10., UEFA.com

| Finala Kupa prvaka i UEFA Lige prvaka | Finala Kupa prvaka i UEFA Lige prvaka |
| ------------------------------------- | --- |
|                                       | |
| Kup prvaka                            | 1956. • 1957. • 1958. • 1959. • 1960. • 1961. • 1962. • 1963. • 1964. • 1965. • 1966. • 1967. • 1968. • 1969. • 1970. • 1971. • 1972. • 1973. • 1974. • 1975. • 1976. • 1977. • 1978. • 1979. • 1980. • 1981. • 1982. • 1983. • 1984. • 1985. • 1986. • 1987. • 1988. • 1989. • 1990. • 1991. • 1992. |
|                                       | |
| Liga prvaka                           | 1993. • 1994. • 1995. • 1996. • 1997. • 1998. • 1999. • 2000. • 2001. • 2002. • 2003. • 2004. • 2005. • 2006. • 2007. • 2008. • 2009. • 2010. • 2011. • 2012. • 2013. • 2014. • 2015. • 2016. • 2017. • 2018. • 2019. • 2020. • 2021. • 2022. • 2023. • 2024.                                         |

| Finala Kupa prvaka i UEFA Lige prvaka | Finala Kupa prvaka i UEFA Lige prvaka |
| ------------------------------------- | --- |
|                                       | |
| Kup prvaka                            | 1956. • 1957. • 1958. • 1959. • 1960. • 1961. • 1962. • 1963. • 1964. • 1965. • 1966. • 1967. • 1968. • 1969. • 1970. • 1971. • 1972. • 1973. • 1974. • 1975. • 1976. • 1977. • 1978. • 1979. • 1980. • 1981. • 1982. • 1983. • 1984. • 1985. • 1986. • 1987. • 1988. • 1989. • 1990. • 1991. • 1992. |
|                                       | |
| Liga prvaka                           | 1993. • 1994. • 1995. • 1996. • 1997. • 1998. • 1999. • 2000. • 2001. • 2002. • 2003. • 2004. • 2005. • 2006. • 2007. • 2008. • 2009. • 2010. • 2011. • 2012. • 2013. • 2014. • 2015. • 2016. • 2017. • 2018. • 2019. • 2020. • 2021. • 2022. • 2023. • 2024.                                         |